# Wielbłąd
Wielbłąd (Camelus) – rodzaj dużych ssaków z podrodziny Camelinae w obrębie rodziny wielbłądowatych (Camelidae). Fizjologicznie przystosowane do życia w warunkach suchego i gorącego klimatu, są w wielu krajach wykorzystywane jako zwierzęta użytkowe. Wielbłądy wykorzystywane są jako wierzchowce, zwierzęta juczne, źródło mleka, wełny, mięsa i skóry, a także w celach rozrywkowych (cyrki, wyścigi wielbłądów). W przeszłości wykorzystywane były również do celów transportowych ze względu na to, że potrafiły przenosić ładunki o masie wynoszącej 220–270 kg.

## Rozmieszczenie geograficzne
W stanie dzikim (naturalnym) wielbłądy występują jedynie w południowo-zachodniej Chińskiej Republice Ludowej i Mongolii (wielbłąd dwugarbny), natomiast gatunki udomowione występują w północnej Afryce, na Bliskim Wschodzie i części Azji Środkowej (wielbłąd jednogarbny) oraz w środkowej i południowej Azji (wielbłąd domowy) gdzie żyją jako zwierzęta gosopodarskie. Wielbłąd jednogarbny został introdukowany we wschodniej i południowej Afryce, na Wyspach Kanaryjskich (1405 rok) oraz w zachodniej i środkowej Australii (1840–1907), gdzie żyje pokaźna populacja zdziczała; od XVII do początku XX wieku miały miejsce nieudane introdukcje na Karaiby, do Boliwii, Peru, Kolumbii, Brazylii, Namibii i południowo-zachodnich Stanów Zjednoczonych.

## Cechy charakterystyczne
Długość ciała 220–350 cm, długość ogona 45–64 cm, wysokość w kłębie 160–200 cm; masa ciała 400–600 kg. Ich szyja jest długa, łukowato wygięta; głowa długa, z wysklepionym ciemieniem; uszy małe i zaokrąglone. U samic występuje jedna para sutków.

## Hodowla
Wielbłądy głównie hodowane są w krajach słabo rozwiniętych gospodarczo. Największa liczba baktrianów zarówno w stanie dzikim, jak i hodowlanym występuje w Azji Środkowej, natomiast dromadery (jednogarbne) hodowane są w Somalii (ok. 7 mln), Sudanie (3,3 mln) oraz Arabii Saudyjskiej, Jemenie, Omanie, Mali, Czadzie, Kenii, Nigerii, Etiopii. Wielbłądy hodowane są w 47 krajach, a ich łączna populacja wynosi około 29 mln.

## Systematyka
Rodzaj zdefiniował w 1758 roku szwedzki przyrodnik Karol Linneusz w 10 wydaniu Systema naturae, publikacji własnego autorstwa poświęconym systematyce zwierząt, roślin i minerałów. Linneusz wymienił cztery gatunki – Camelus bactrianus Linnaeus, 1758, Camelus dromedarius Linnaeus, 1758, Camelus glama Linnaeus, 1758 i Camelus pacos Linnaeus, 1758 − nie wskazując gatunku typowego; w 2003 roku Międzynarodowa Komisja Nomenklatury Zoologicznej na gatunek typowy (późniejsze oznaczenie) wyznaczyła  Camelus bactrianus Linnaeus, 1758.

### Etymologia nazw naukowych
- Camelus (Camellus): łac. camelus ‘wielbłąd’, od gr. καμηλος kamēlos ‘wielbłąd’[11].
- Merycotherium: gr. μηρυξ mērux, μηρυκος mērukos ‘przeżuwacz’; θηριον thērion ‘dzike zwierzę’, od θηρ thēr, θηρος thēros ‘zwierzę’[12]. Gatunek typowy (oznaczenie monotypowe): †Merycotherium sibiricum Bojanus, 1825.
- Dromedarius: łac. dromas, dromadis ‘dromader’, od gr. δρομας καμηλος dromas kamēlos ‘biegnący wielbłąd’, od δρομας dromas ‘biegnący’[13]. Gatunek typowy (oznaczenie monotypowe): Camelus dromedarius Linnaeus, 1758.

### Podział systematyczny
Ostatnie badania mtDNA sugerują, że C. ferus i C. bactrianus wywodziły się od oddzielnych przodków, obecnie wymarłych i szacuje się, że ich drogi rozeszły się około 700 000 lat temu w plejstocenie na długo przed udomowieniem C. bactrianus (4000–6000 lat temu). W oparciu o dowody ze stanowisk archeologicznych na południowym Półwyspie Arabskim, C. dromedarius został udomowiony około 4000–5000 lat temu, natomiast dzika forma wymarła około 2000–5000 lat temu.
Do rodzaju należą następujące występujące współcześnie gatunki:
| Grafika | Gatunek             | Autor i rok opisu | Nazwa zwyczajowa     | Podgatunki         | Rozmieszczenie geograficzne | Podstawowe wymiary                          | Status IUCN |
| ------- | ------------------- | ----------------- | -------------------- | ------------------ | --- | ------------------------------------------- | ----------- |
|         | Camelus ferus       | Przewalski, 1878  | wielbłąd dwugarbny   | gatunek monotypowy | północno-zachodnia Chińska Republika Ludowa (środkowa i południowo-wschodni Sinciang, Mongolia Wewnętrzna, północno-zachodni Qinghai i północno-zachodnie Gansu) i Mongolia | DC: 320–350 cm DO: 51–64 cm MC: 450–500 kg  | CR          |
|         | Camelus bactrianus  | Linnaeus, 1758    | wielbłąd domowy      | gatunek monotypowy | występuje na suchych terenach i pustyniach Azji Środkowej i Południowej jako udomowione zwierzę gospodarskie. | DC: 225–350 cm DO: 35–55 cm MC: 300–1000 kg | GU          |
|         | Camelus dromedarius | Linnaeus, 1758    | wielbłąd jednogarbny | gatunek monotypowy | występuje w suchych i półsuchych obszarach Afryki Północnej, Azji Zachodniej i części Azji Środkowej. Introdukowany do Afryki Wschodniej i Południowej, na Wyspy Kanaryjskie oraz zachodniej i centralnej Australii, gdzie występuje liczna populacja wolnożyjąca/dzika. Od XVII do początku XX wieku, nieudane introdukcje na Karaiby, do Boliwii, Peru, Kolumbii, Brazylii i południowo-zachodnich Stanów Zjednoczonych | DC: 219–341 cm DO: 50 cm MC: 300–690 kg     | GU          |

Kategorie IUCN:  CR  – gatunek krytycznie zagrożony; GU – gatunek udomowiony, nie podlega ocenie IUCN.
Opisano również gatunki wymarłe:
- Camelus antiquus Lydekker, 1885[16] (Azja; plejstocen).
- Camelus grattardi Geraads, 2014[17] (Afryka; plejstocen).
- Camelus knoblochi Nehring, 1901[18] (Azja; plejstocen).
- Camelus sibiricus (Bojanus, 1825)[3] (Eurazja; plejstocen).
- Camelus sivalensis Falconer & Cautley, 1836[19] (Azja; plejstocen).
- Camelus thomasii Pomel, 1893[20] (Afryka; plejstocen).

## Etymologia nazwy zwyczajowej
Słowo wielbłąd pochodzi z gockiego „ulbandus” (w staro-wysoko-niemieckim „olpenta”), co jest zniekształconym łacińskim wyrazem elephantus – „słoń” (który z kolei pochodzi od greckiego elephas, o tym samym znaczeniu). Przyjmuje się, że prasłowiańska nazwa wielbłąda miała pierwotnie postać †ъlbǫdъ (nosowe ǫ rozwinęło się regularnie z połączenia an w pozycji przed spółgłoską), w której następnie pojawiła się spółgłoska protetyczna v-, wspomagająca artykulację nagłosowej półsamogłoski ъ, co dało formę *vъlbǫdъ. Słowo to w poszczególnych językach słowiańskich podlegało różnym przekształceniom przez skojarzenie z kontynuantami prasłowiańskiego *velьjь, do których zalicza się przymiotnik wielki, oraz *blǫdъ, do których zalicza się rzeczownik błąd (na przykład w języku czeskim nazwa wielbłąda przybrała postać velbloud, w rosyjskim – wierblud, górnołużyckim – wjelbłud). Według etymologii ludowej nazwa „wielki błąd” ma być odniesieniem do garbów, które sprawiają, że zwierzę to jest „błędem natury”. Inna hipoteza głosi, że słowo „błąd” nie ma znaczyć pomyłki, tylko jest to rzeczownik powstały z czasownika „błądzić”, który z kolei odnosi się do przemieszczania się po pustyni.

## Pozostałe informacje

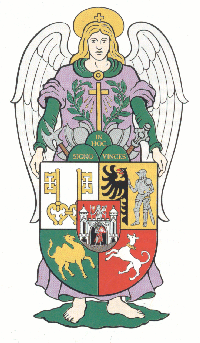
Herb Pilzna z wielbłądem

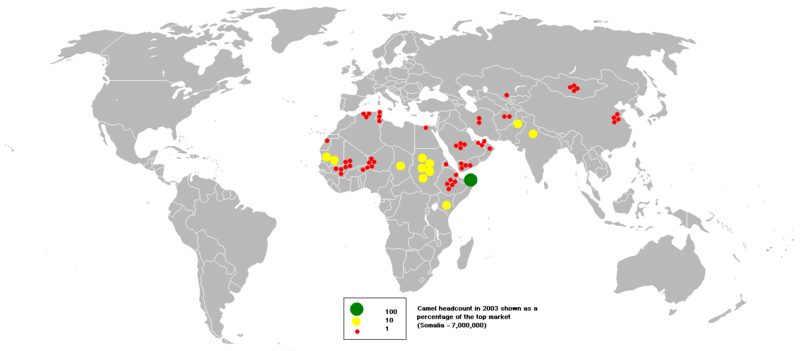
Mapa globalnej dystrybucji populacji wielbłądów jako udział procentowy w rynku poszczególnych państw.

- Pośród licznych darów jakie w roku 1000 Bolesław I Chrobry ofiarował niemieckiemu cesarzowi Ottonowi III znalazł się m.in. wielbłąd[22].
- Po bitwie pod Grunwaldem polski król Władysław II Jagiełło podarował wielbłąda czeskim rycerzom przybyłym z posiłkami wojskom polskim. Stał się on później elementem herbu miasta Pilzna[23][24].
- Spragniony wielbłąd potrafi wypić taką ilość wody, która równoważna jest jednej trzeciej masy ciała, choć nie ma dowodów na to, że wypija jej nadmierną ilość na zapas[25].
- Mleko wielbłądów uznawane jest za dar Allaha dla Beduinów, gdyż w trudnych warunkach pustynnych dostarczało koczowniczym plemionom, głównie z Afryki, pełnowartościowego pokarmu[26].
- Mleko wielbłądzie posiada o 3 razy więcej witaminy C od mleka krowiego[26].
- W XIX wieku do Australii zostały sprowadzone wielbłądy jednogarbne, służące jako dobry środek transportu w niekorzystnych warunkach (wielbłądy są o wiele lepiej przystosowane do australijskiego klimatu niż np. konie). Po tym, jak transport zmotoryzowany wyparł zwierzęta juczne, dromadery zostały wypuszczone na wolność, gdzie utworzyły liczącą kilkaset tysięcy populację, zwierzęta te są co jakiś czas odstrzeliwane[27].
- Mieszańcem baktriana i dromadera jest birtugan, inaczej nar lub tulu.